# XB-1 (航空機)
ハフ・ダランド XB-1
- 用途：重爆撃機
- 製造者：ハフ・ダランド
- 運用者：アメリカ陸軍
- 初飛行：1927年9月
- 生産数：1機

ハフ・ダランド XB-1はアメリカ陸軍航空隊のためにハフ・ダランド社（後のキーストン航空機）が試作した爆撃機である。
1926年以前のアメリカ陸軍の爆撃機の命名法は軽爆撃機をLB、重爆撃機をHBと分けて命名されるルールになっていたが、本機は統一してB記号で命名することにされた後の最初の爆撃機となった。ハフ・ダランドの単発の爆撃機XHB-1 'Cyclops'を双発にして、双尾翼にした機体なのでSuper-Cyclopsと呼ばれた。XB-1は1927年9月に初飛行した。オリジナルのパッカードエンジンは出力不足であったため、カーチス・コンカラーエンジンに換装されてXB-1Bの記号がつけられた。
アメリカ陸軍は、同時に3種の爆撃機の試作をおこなわせた。カーチスXB-2コンドル、シコルスキーS-37、フォッカーXLB-2と陸軍の契約を競ったが、カーチスが勝利し、XB-1は1機が製作されただけに終わった。

## スペック (XB-1B)
- 乗員 5名
- 全長 18.7 m
- 翼巾 25.9 m
- 全高  5.9 m
- 翼面積 149.0 m2
- 空虚重量 4,292 kg
- 全備重量 7,480 kg
- 動力 カーチス V-1570-5　液冷V12エンジン
- 出力 600 hp(450 kW)×2

- 最高速度 160 km/h
- 航続距離 1,100 km
- 最高到達高度 4,600 m
- 翼面荷重 28.80 kg/m²
- 出力重量比 120 W/kg

- 武装 6× .30 in (7.62 mm) ルイス機関銃
- 爆弾搭載量 1,100 kg